# Akiko Okamoto
Pour les articles homonymes, voir Okamoto.
Akiko Okamoto (岡本 章子, Okamoto Akiko), née le 16 août 1964, est une femme politique japonaise, représentant la préfecture de Miyagi à la Chambre des représentants du Japon pour le Parti démocrate constitutionnel.

## Jeunesse et carrière pré-électorale
Okamoto naît le 16 août 1964 à Iwanuma, dans la préfecture de Miyagi. Elle effectue ses études supérieures à l'université du Tōhoku. Immédiatement après ses études, elle commence une carrière chez Nippon Telegraph and Telephone.

## Carrière électorale

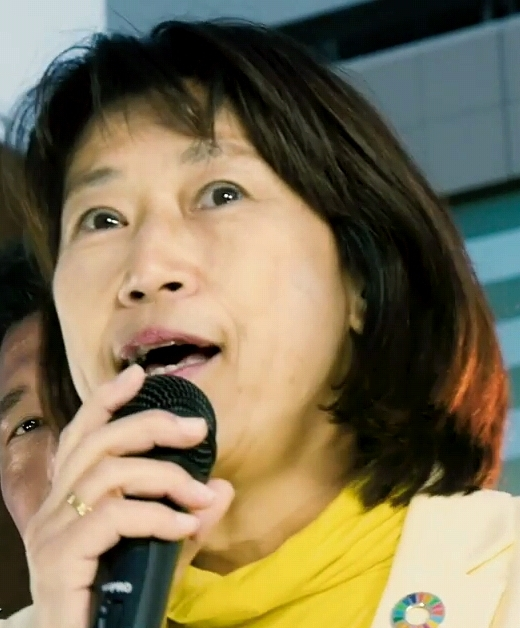
Okamoto lors d'une réunion publique en 2019.

Okamoto commence sa carrière politique en 1999, alors qu'elle rejoint la liste municipale du Parti démocrate du Japon pour la mairie de Sendai. Élue, elle rejoint le conseil municipal de Sendai et y siège jusqu'en 2017, après y avoir été réélue à 4 reprises. À partir de 2015, elle devient la cheffe de la faction du Parti démocrate au conseil municipal, et devient la même année secrétaire général de la section préfectorale du parti.
En 2017, elle annonce sa candidature aux élections législatives de la même année, sous l'investiture du nouvellement formé Parti démocrate constitutionnel, Okamoto ne se reconnaissant pas dans la politique du Parti de l'espoir. Elle présente sa candidature dans la première circonscription de la préfecture de Miyagi, remplaçant Kazuko Kōri, candidate du PDJ depuis plus d'une décennie, qui a accédé la même année à la mairie de Sendai. Bien qu'elle ne parvienne pas à se faire élire au scrutin uninominal, elle parvient à obtenir un siège grâce à la relance proportionnelle dans la circonscription proportionnelle du Tōhoku, faisant ainsi son entrée à la Diète du Japon.
Okamoto est candidate à sa réélection lors des élections législatives japonaises de 2021, mais ne parvient toujours pas à remporter un siège uninominal. Elle conserve néanmoins son siège à la relance proportionnelle. La même année, elle soutient Chinami Nishimura à la présidence de son parti, le PDC.
En 2024, Okamoto est de nouveau candidate dans la première circonscription de la préfecture de Miyagi, lors des élections législatives japonaises de la même année. Cette fois, en raison de plusieurs scandales de corruption entourant le candidat du Parti libéral-démocrate, elle remporte l'élection et le siège uninominal.

## Prises de position
Okamoto se déclare opposée à une révision de la Constitution antimilitariste japonaise, révision soutenue par le Parti libéral-démocrate. Fortement opposée à la reprise des activités des centrales nucléaires japonaises, elle lutte contre l'utilisation de l'énergie nucléaire, qu'elle soit militaire ou civile.
Sur le plan sociétal, Okamoto se déclare favorable à la légalisation du mariage des personnes de même sexe, à l'introduction d'un système de quotas favorisant l'accession des femmes à des postes plus important, ainsi qu'à la mise en place d'une législation permettant aux conjoints de conserver leurs noms après le mariage. Elle soutient également le maintien des femmes dans la famille impériale japonaise, même après leur mariage, ainsi que l'ascension d'une femme sur le trône de Chrysanthème.